# Lithobius boluensis
Lithobius boluensis är en mångfotingart som först beskrevs av Matic 1983.  Lithobius boluensis ingår i släktet Lithobius och familjen stenkrypare.
Artens utbredningsområde är Turkiet. Inga underarter finns listade i Catalogue of Life.